# Emma Abbott
Pour les articles homonymes, voir Abbott.
Emma Abbott, née le 9 décembre 1850 et morte le 5 janvier 1891, est une soprano et une imprésario américaine connue pour sa voix claire et pure d'une grande souplesse et d'un grand volume.

## Biographie

### Enfance
Emma Abbott est née en 1850 à Chicago, en Illinois. Elle est la fille du musicien de Chicago Seth Abbott et de son épouse, Almira Palmer. Son frère George et elle étudient le chant, le piano, la guitare et le violon avec leur père.
La famille déménage à Peoria, en Illinois, en 1854, mais le professeur Abbott n'arrive pas à trouver assez d'élèves pour joindre les deux bouts, et la famille en souffre. Pour aider, George et Emma commencent à se produire en public lorsqu'elle a 9 ans. Elle fait ses débuts de guitariste et de chanteuse à Peoria en 1859, George au violon, et enseigne la guitare dès 13 ans.

### Débuts de sa carrière

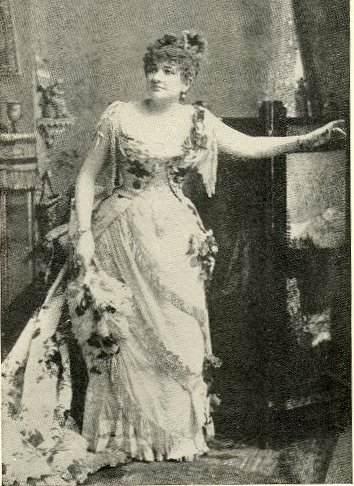
Emma Abbott

En 1866, elle entre dans une troupe et fait ainsi la tournée du pays. En l'entendant dans un concert à Toledo, Clara Louise Kellogg tient à la rencontrer, l'encourage à faire carrière à l'opéra et lui donne une lettre d'introduction. Abbott étudie ainsi à New York avec Achille Errani (en) et donne son premier concert dans cette ville en décembre 1871.
En 1872. Abbott se rend étudier avec Antonio Sangiovanni à Milan. Elle poursuit ses études avec Mathilde Marchesi, François Wartel et Enrico delle Sedie à Paris. Pendant son séjour dans cette ville, elle souffre d'une maladie qui menace de détruire sa voix. Elle y fait toutefois des débuts réussis . Elle paraît dans plusieurs productions parisiennes, où la critique fait l'éloge de sa belle voix de soprano. Les directeurs d'opéra européens lui font de nombreuses offres alléchantes. Elle signe un contrat avec The Royal Opera de Londres et débute au Covent Garden en interprétant Marie de La Fille du régiment en 1876. Son contrat est toutefois résilié peu après lorsqu'elle refuse de chanter Violetta dans La Traviata de Verdi pour des raisons morales. Elle épouse secrètement Eugene Wetherell (décédé en 1889) la même année, et ils retournent aux États-Unis, où elle restera jusqu'à la fin de sa vie,.

### Abbott English Opera Company
Le 23 février 1877, Abbott fait ses débuts américains à l'opéra à New York, encore dans le rôle de Marie. En 1878, elle et son mari Eugene Wetherell fondent une compagnie d'opéra à son nom, l'Abbott English Opera Company, qui fait le tour des États-Unis. C'est la première compagnie d'opéra créée par une femme dans ce pays.
La compagnie acquiert dans le public la réputation de présenter des productions de qualité et connaït un grand succès. Parmi les grands rôles qu'Abbott chante dans la compagnie, il y a Juliette dans Roméo et Juliette de Gounod, Virginie dans Paul et Virginie, Josephine dans l'opérette H.M.S. Pinafore, le rôle-titre de Martha de Flotow, Amina dans La Sonnambula de Bellini et Violetta dans La Traviata, rôle auquel elle ne s'oppose manifestement plus, bien qu'au lieu de chanter Addio del passato (Adieu, rêves heureux du passé), elle fasse expirer Violetta sur l'air Nearer, my God, to Thee (Plus près de toi, mon Dieu) en raison de « son puritanisme intransigeant et grotesque ».
Tout au long de sa carrière, elle conserve la direction artistique de sa troupe, qui s'élève parfois à 60 membres. Le répertoire de la compagnie comprend des opéras français, italiens et anglais, mais ils sont toujours joués en anglais. Nombre des œuvres sont abrégées, et il n'est pas rare d'y intercaler des chants. C'est pourquoi la compagnie et Abbott ne sont pas appréciés par de nombreux critiques musicaux, qui sont mécontents des changements apportés au répertoire. Cependant, la compagnie est incroyablement aimée du public et ne cesse d'être rentable. Abbott elle-même devient connue par les Américains sous le nom de « prima donna du peuple ».

### Mort
Abbott continue de se produire jusqu'à ce qu'elle meure de pneumonie à Salt Lake City, en Utah, en 1891, à l'âge de 40 ans.